# Citharacanthus alayoni
Citharacanthus alayoni là một loài nhện trong họ Theraphosidae.
Loài này thuộc chi Citharacanthus. Citharacanthus alayoni được miêu tả năm 1995 bởi Rudloff.